# لا غراندي صوفي
لا غراندي صوفي (بالفرنسية: La Grande Sophie)‏ هي مغنية مؤلفة ومغنية فرنسية، ولدت في 18 يوليو 1969 في تيونفيل في فرنسا.

## وصلات خارجية
- الموقع الرسمي
- لا غراندي صوفي على موقع IMDb (الإنجليزية)
- لا غراندي صوفي على موقع ميوزك برينز (الإنجليزية)
- لا غراندي صوفي على موقع أول ميوزيك (الإنجليزية)
- لا غراندي صوفي على موقع ديسكوغز (الإنجليزية)